# سيمون شيرلي
سيمون شيرلي (بالإنجليزية: Simon Shirley) هو منافس ألعاب قوى أسترالي، ولد في 3 أغسطس 1966.

## وصلات خارجية
- سيمون شيرلي على موقع الاتحاد الدولي لألعاب القوى (الإنجليزية)
- سيمون شيرلي على موقع النتائج التاريخية لألعاب القوى الأسترالية (الإنجليزية)
- سيمون شيرلي على موقع أوليمبيديا (الإنجليزية)
- سيمون شيرلي على موقع اللجنة الأولمبية الأسترالية (الإنجليزية)
- سيمون شيرلي على موقع اتحاد ألعاب الكومنولث (مؤرشف) (الإنجليزية)
- سيمون شيرلي على موقع اتحاد ألعاب الكومنولث (مؤرشف) (الإنجليزية)